# Kelley-Nunatak
Der Kelley-Nunatak ist ein Nunatak im westantarktischen Marie-Byrd-Land. Im Königin-Maud-Gebirge ragt er 19 km nordöstlich des Mount Gould an der Nordflanke des Leverett-Gletschers auf.
Der United States Geological Survey kartierte ihn anhand eigener Vermessungen und Luftaufnahmen der United States Navy aus den Jahren von 1960 bis 1963. Das Advisory Committee on Antarctic Names benannte ihn 1967 nach Herbert O. Kelley, Funker auf der Byrd-Station im antarktischen Winter 1958.